# キバナノクリンザクラ
キバナノクリンザクラ（黄花九輪桜、学名：Primula veris）は、ヨーロッパから西アジア・シベリア南部にかけて分布する、サクラソウ科サクラソウ属の多年草。同属の模式種である。英名はカウスリップ（cowslip）、ほか複数の異称がある。イギリスでは、早春に咲く代表的なサクラソウの仲間として親しまれると共に、花や若葉は食用花やハーブとして料理に用いられ、また民間薬としても利用されてきた。現在プリムラと総称されるサクラソウ属の園芸品種群の原種のひとつでもある。
リンネの『植物の種』(1753年) で記載された植物の一つである。

## 特徴

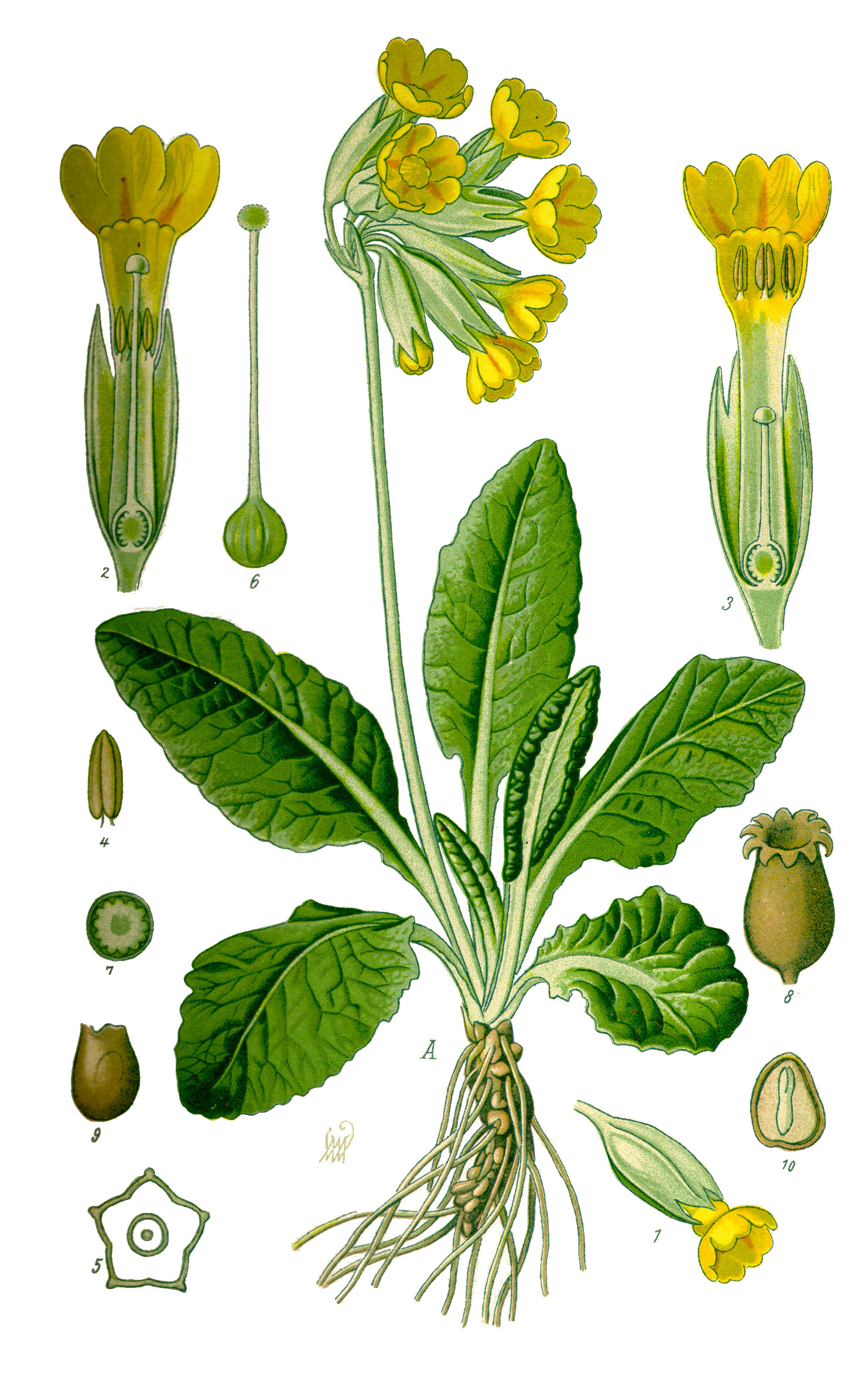
オットー・ヴィルヘルム・トーメ著『ドイツ、オーストリア、スイスの植物』（1885年）より。

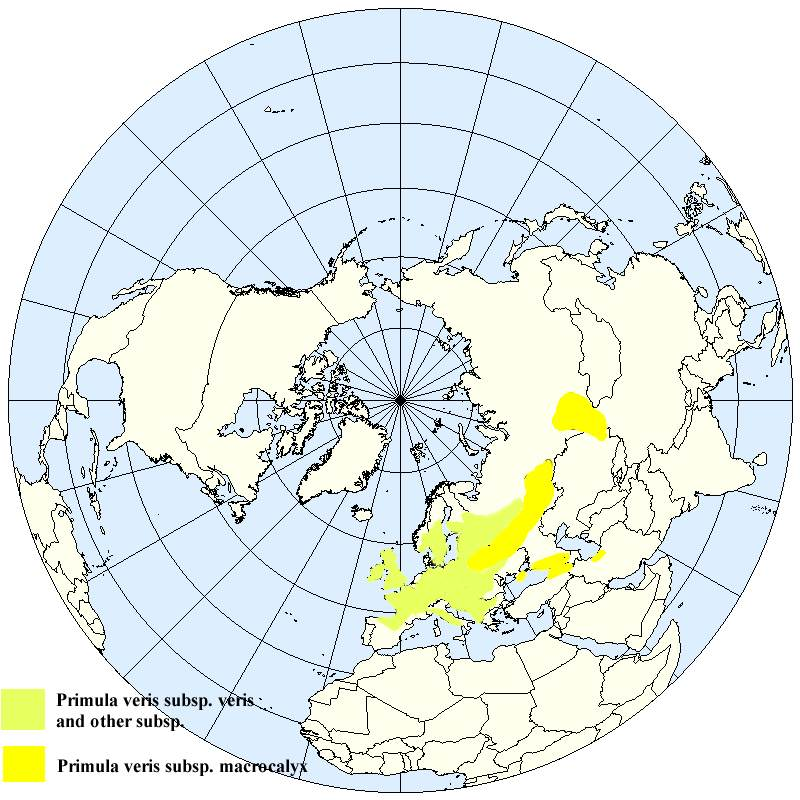
分布域

### 形態
葉は群がってロゼット状に根出し、長さ5～8cmの卵形～長楕円形。葉の表面にはしわがあり、葉縁は波状でやや外側に巻き込み、不規則な細かい鋸歯がある。葉柄は太く、翼を持つ。春から初夏にかけて、微毛のある高さ10～20cmの花茎を数本伸ばし、その頂点に多数の花序を散形につける。萼は釣鐘状で5つに浅く裂ける。花冠は筒状で先が5裂し、色は黄色で中心に赤い斑紋があるが、様々な色の園芸品種も存在する。花は芳香を持つ。冬は根茎が残り、先端に芽鱗をつけた状態で越冬する。

### 分布
スカンディナヴィア半島北部・ロシア北部・地中海沿岸の一部を除く全ヨーロッパ大陸に分布。さらに東はウラル南部・シベリア南部まで、南はトルコ北東部・コーカサス・イラン北部まで。低地からおおよそ標高3,000mまで、草原や高原に広く分布するが、現在は開発や過剰採取、除草剤の影響などにより以前ほどは見られなくなっている。

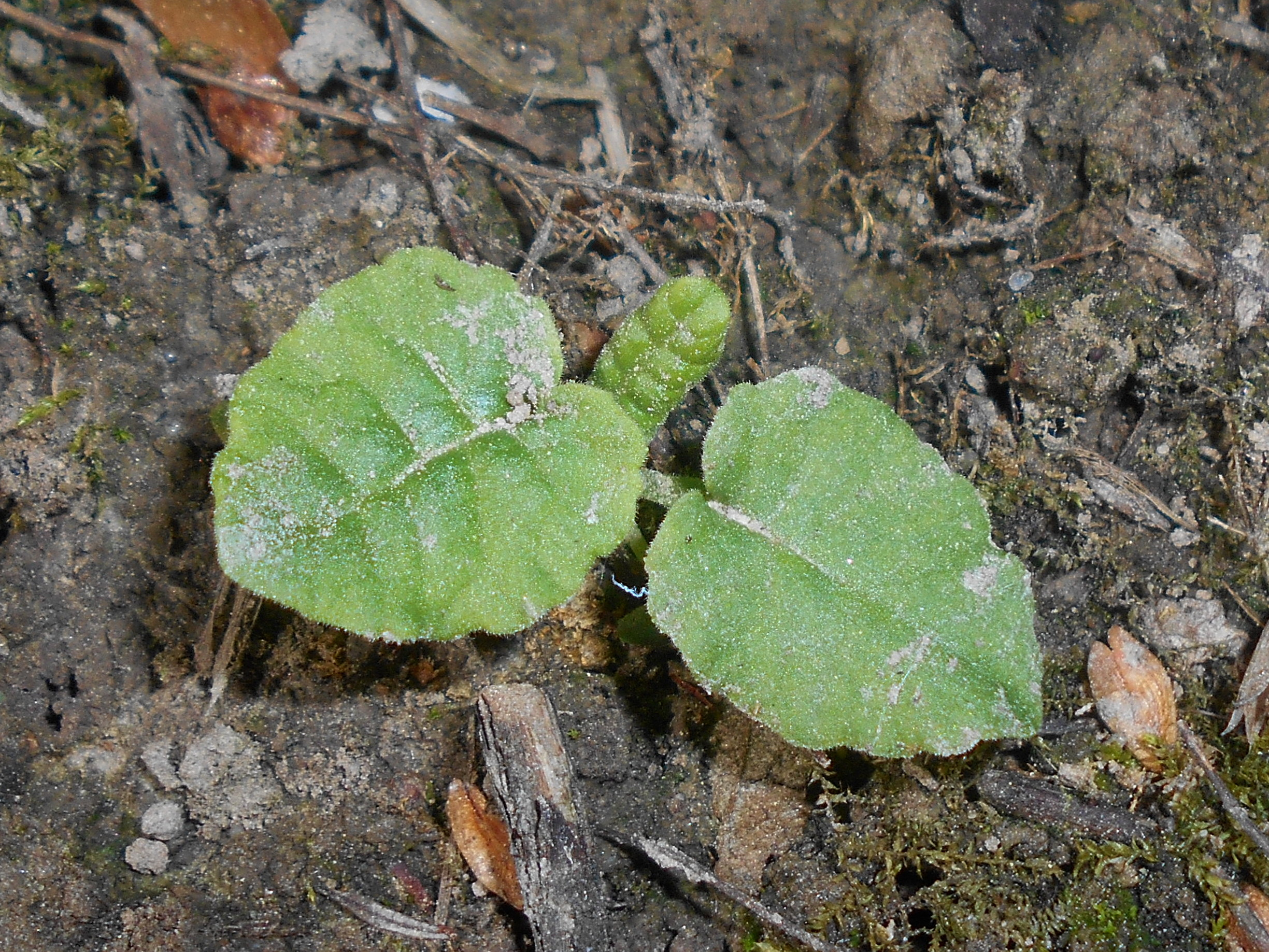
芽生え
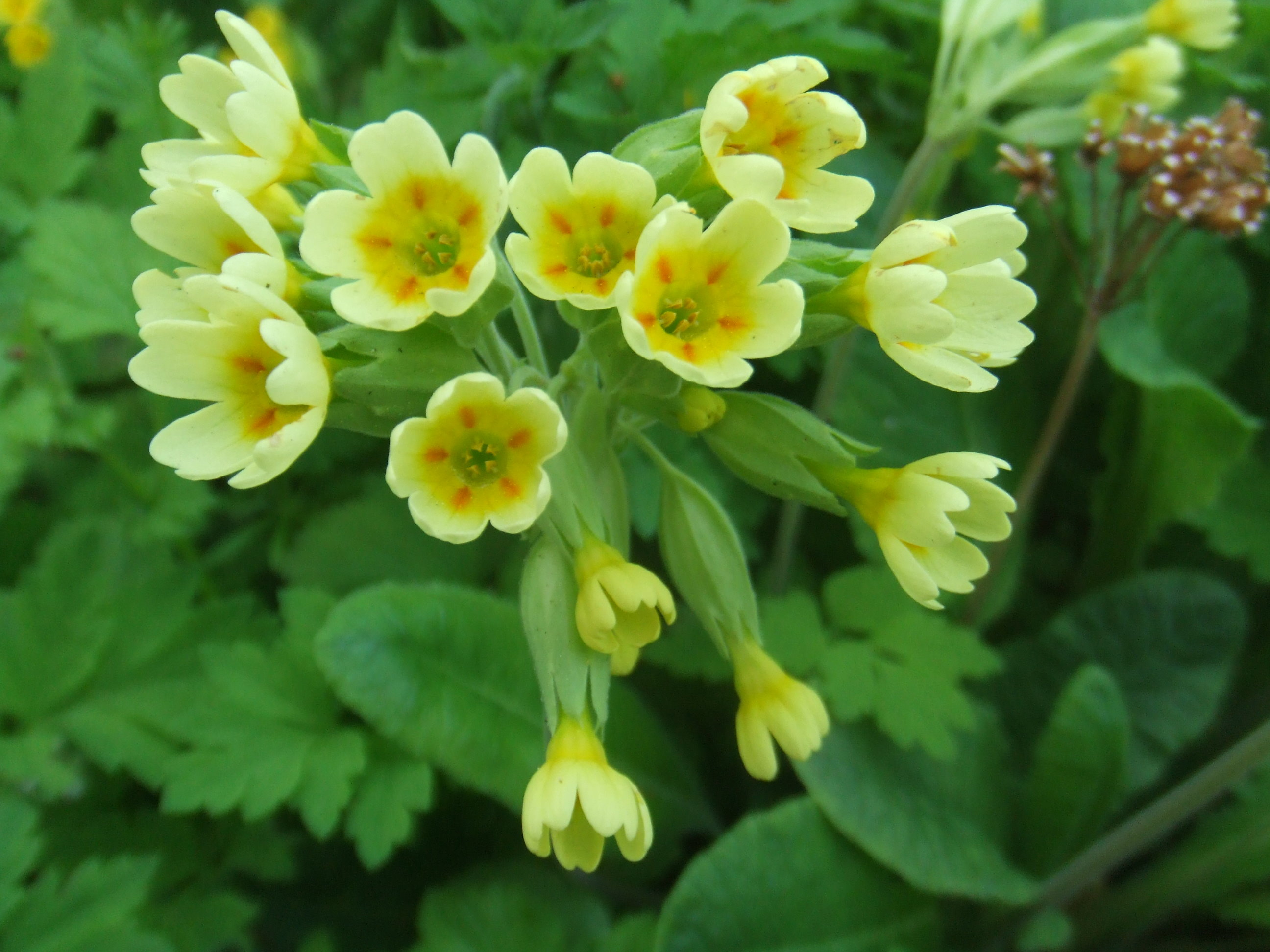
花は固まってつく
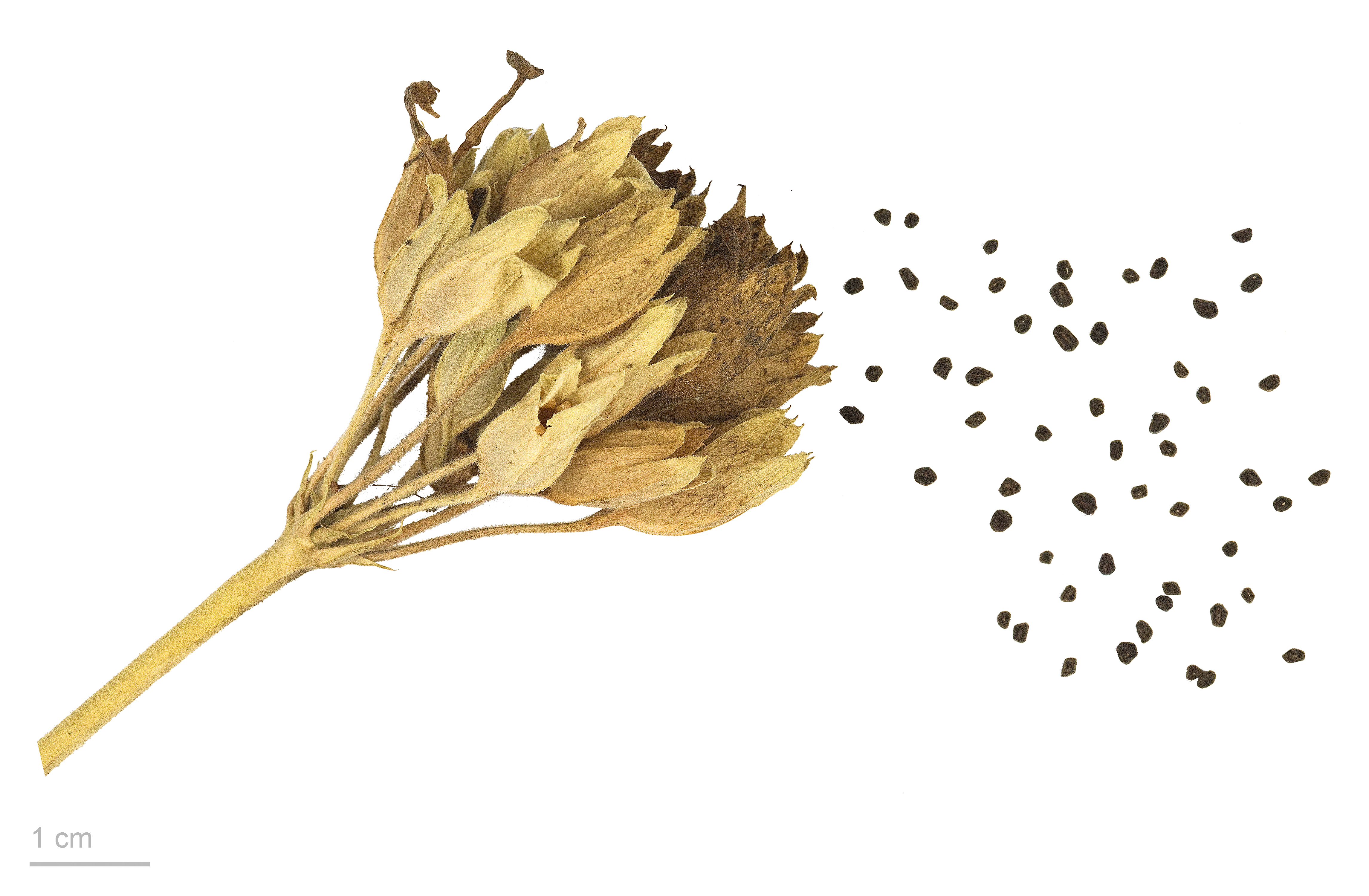
種子
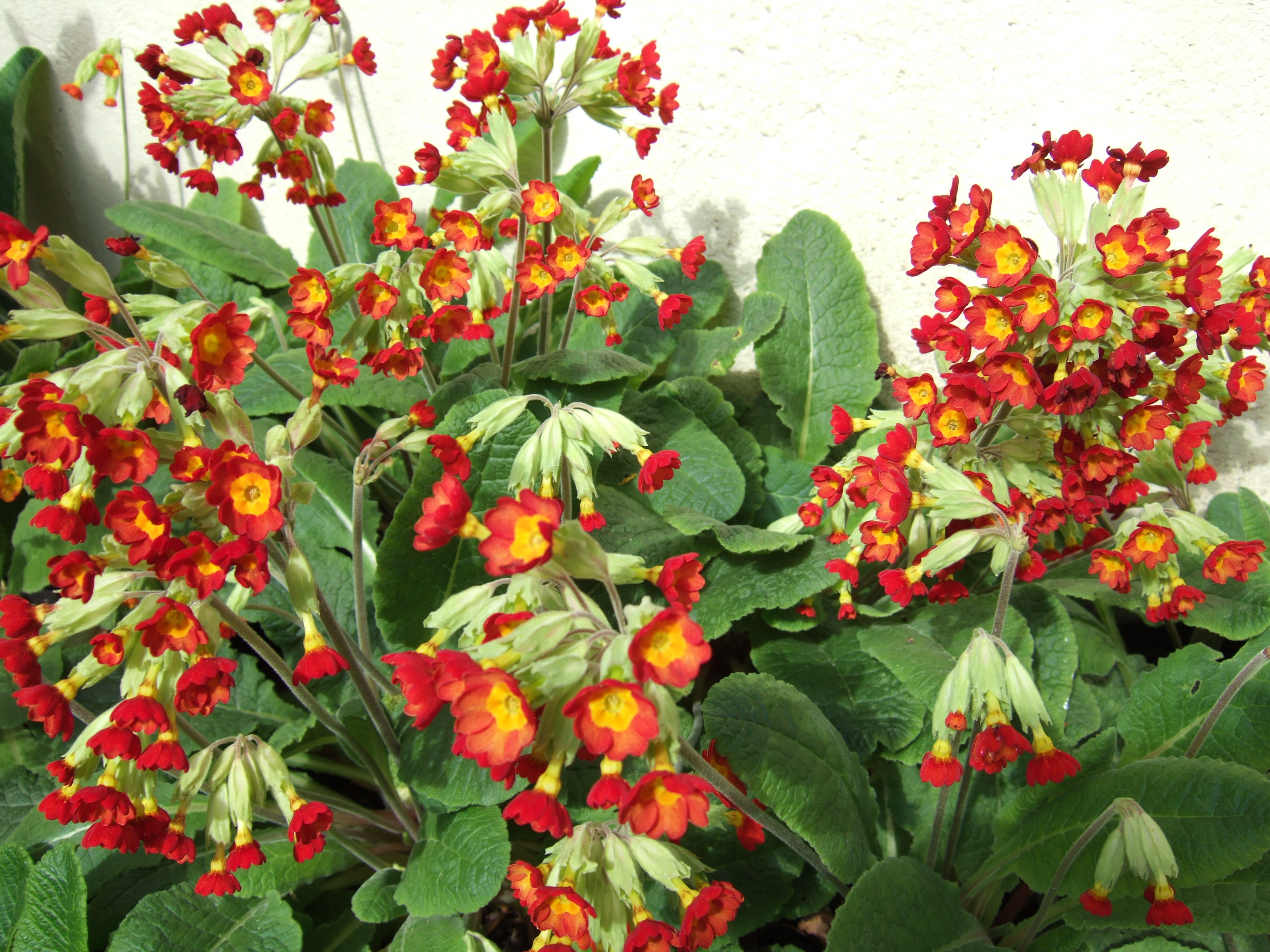
赤色の園芸品種

## 名称
和名キバナノクリンザクラ（黄花九輪桜）。「九輪」は、同じサクラソウ属のクリンソウ（九輪草）の場合は、直立する茎の周囲に花序が輪生しそれがいくつもの段を作る外観を、仏塔の頂上に設置される相輪の部品である九輪に見立てた命名であるが、本種は茎の頂上に花序が輪生こそするものの、段を作って咲くことはない。クリンソウに似ていて花が黄色であることによる命名、とする文献もある。
英名のカウスリップ（cowslip）は、古英語の "cu-slyppe" に由来し、これは「牛の糞」の意である。牛はこの草を食べず、また動物の糞が落ちた場所を好んで生えるわけでもないが、「牛の糞が落ちているような田舎道ならどこにでも生えている」という意味合いである。その他、効能や伝承に基づいた様々な呼称があり、以下の節で述べる。

## 利用

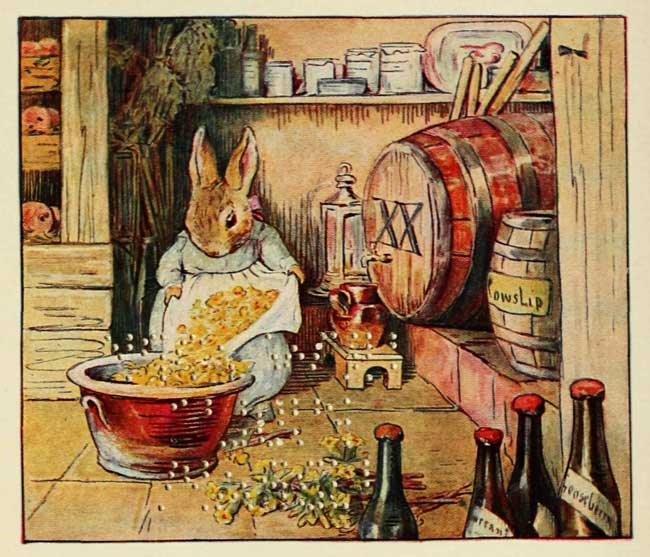
『セシリ・パセリのわらべうた』中の、カウスリップワインを作る場面。

### 食用
柔らかい若葉や香気のある花は、春の野草としてサラダに加えられる。花は乾燥させてハーブティに用いたり、砂糖漬けにしてケーキやデザートの装飾に用いたり、ジャムやピクルスの香り付けに用いたりもする。またイギリスでは、本種の花を大量に採取して自家製の「カウスリップワイン」を作る文化がある。これはワインと呼ばれるものの、ブドウのワインに花の香り付けをしたフレーバードワインではなく、カウスリップの花からシロップを作り、それを発酵させて作る飲料である。イギリスの作家ビアトリクス・ポターによる絵本「ピーターラビット」シリーズの1冊『セシリ・パセリのわらべうた』の中にも、ウサギのおかみさんがカウスリップワインを作る場面がある。

### 薬用
根と花は民間薬として用いられてきた歴史がある。鎮静・リラックスの効果があるとされ、神経系の症状に用いられた。不眠症の薬としてカウスリップティーが飲まれたほか、中風の薬に用いられたことから palsywort（麻痺の草）の異名もある。美顔効果もあるとされ、かつては化粧品にも用いられた。ただし、体質により皮膚炎を起こすことがあるという。

## 亜種・近縁種
亜種

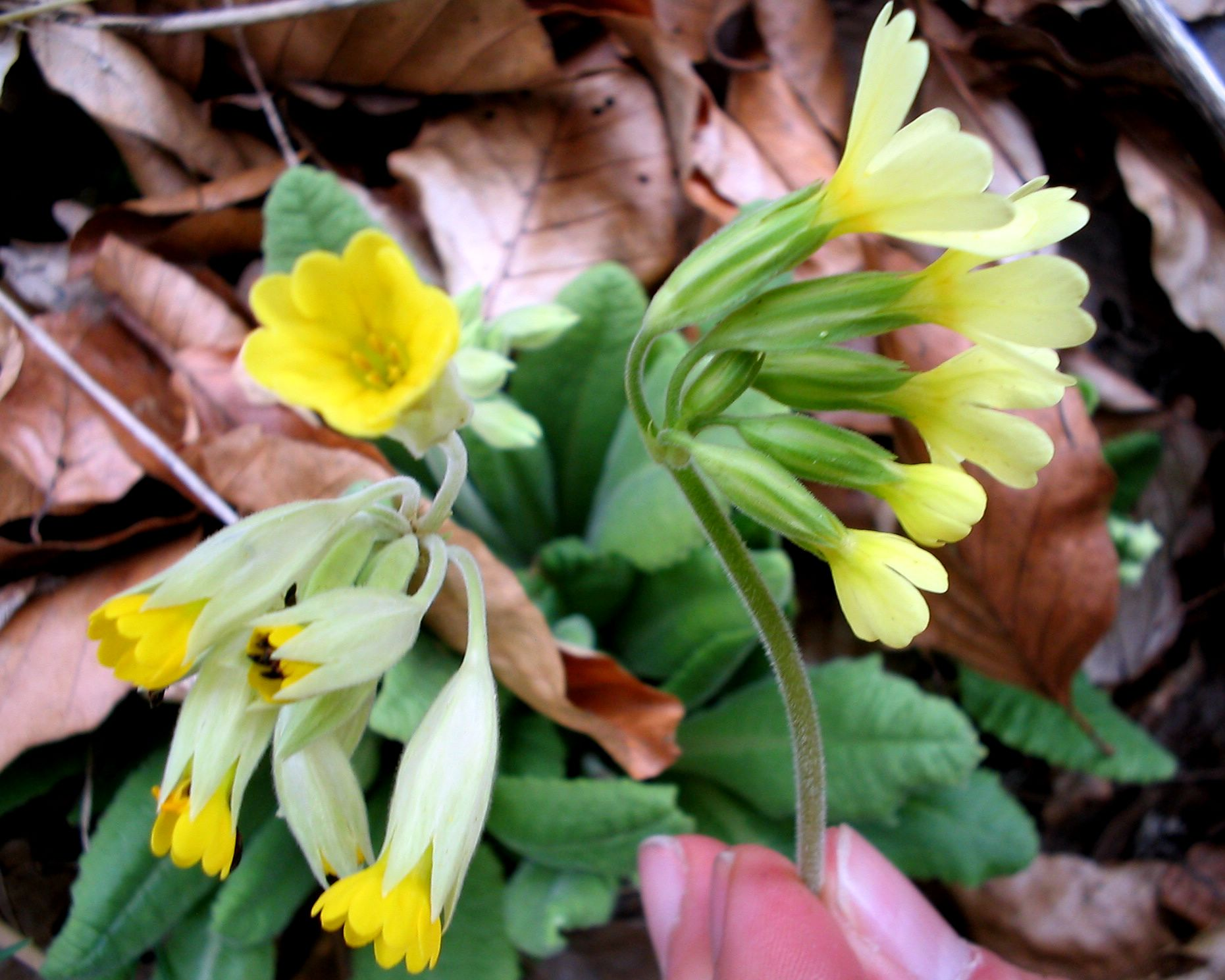
左が本種（茎の全周から花序が出る）、右がセイタカサクラソウ（茎の片面に集中して花序が出る）。

- Primula veris subsp. macrocalyx - 基本種に比べて丸みを帯びた葉に、毛の生えた大きな萼片と大きめの花を持つ[19]。
- Primula veris subsp. columnae - 葉は卵形で、葉裏に白い毛が生える。南ヨーロッパ～トルコ東北部の山岳地帯に自生する[19][10]。

近縁種
- イチゲサクラソウ（英語版）（Primula vulgaris）[20][21] - 別名イチゲコザクラ[22]。英名プリムローズ（primrose）[10]・イングリッシュプリムローズ[16][23]。ヨーロッパではカウスリップと並んで春を告げるサクラソウ属として知られる[13][15][21]。カウスリップ同様に、食用花やハーブとして用いられる[3]。また、エリザベス朝時代にカウスリップとの交配によって、プリムラの品種改良の起源ともなった[7]。
- セイタカサクラソウ（英語版）（Primula elatior）[24] - 英名オクスリップ（oxlip）[25]。同じくヨーロッパに普通に見られるサクラソウ属の一種。外見はカウスリップに似ているが、カウスリップの花序が茎の全周につくのに対し、オクスリップの花序は茎の一方向に集中するという点で区別できる[10]（右写真参照）。カウスリップとの間に自然交雑種を生じることがある[6][26]。
- クリンザクラ（Primula × polyantha）[27] - プリムラ・ポリアンサ、ポリアンサス、ポリアンタ等の名称で販売される園芸品種。カウスリップ、プリムローズ、オクスリップ等の複数の種の交雑によって生み出された種である[7][16]。

## 伝承・文化

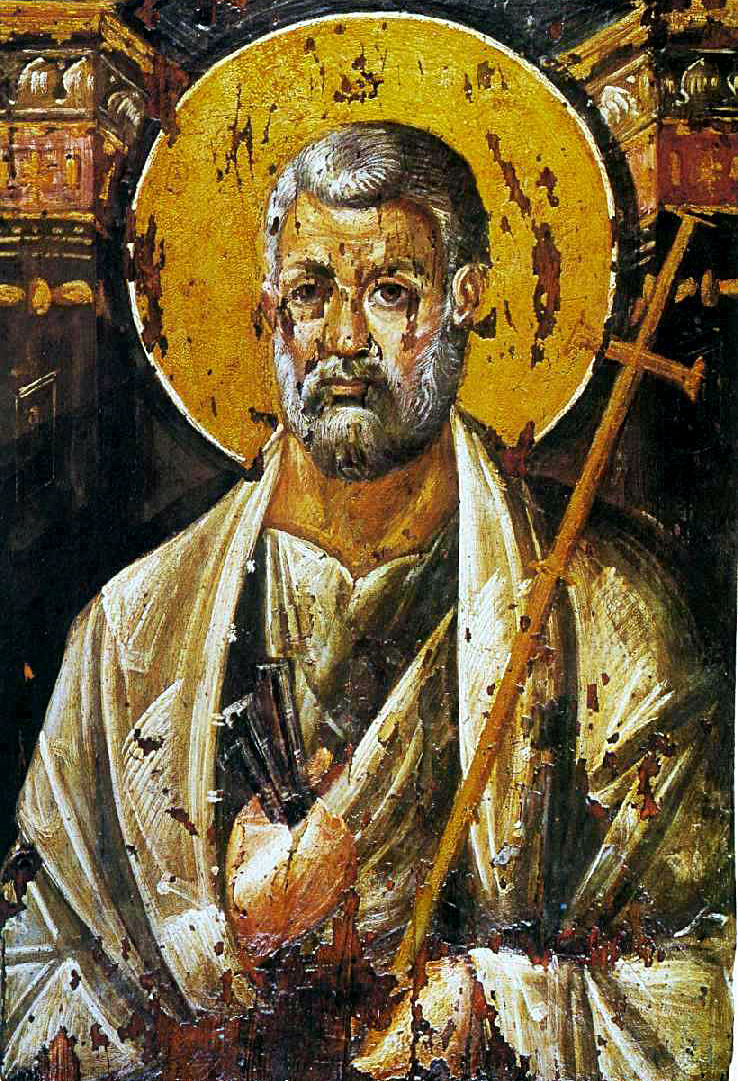
聖ペトロのイコン
（聖カタリナ修道院蔵）
ペトロは伝統的に鍵を持った姿で描かれ、本種の花はペトロの鍵束に見立てられてきた。

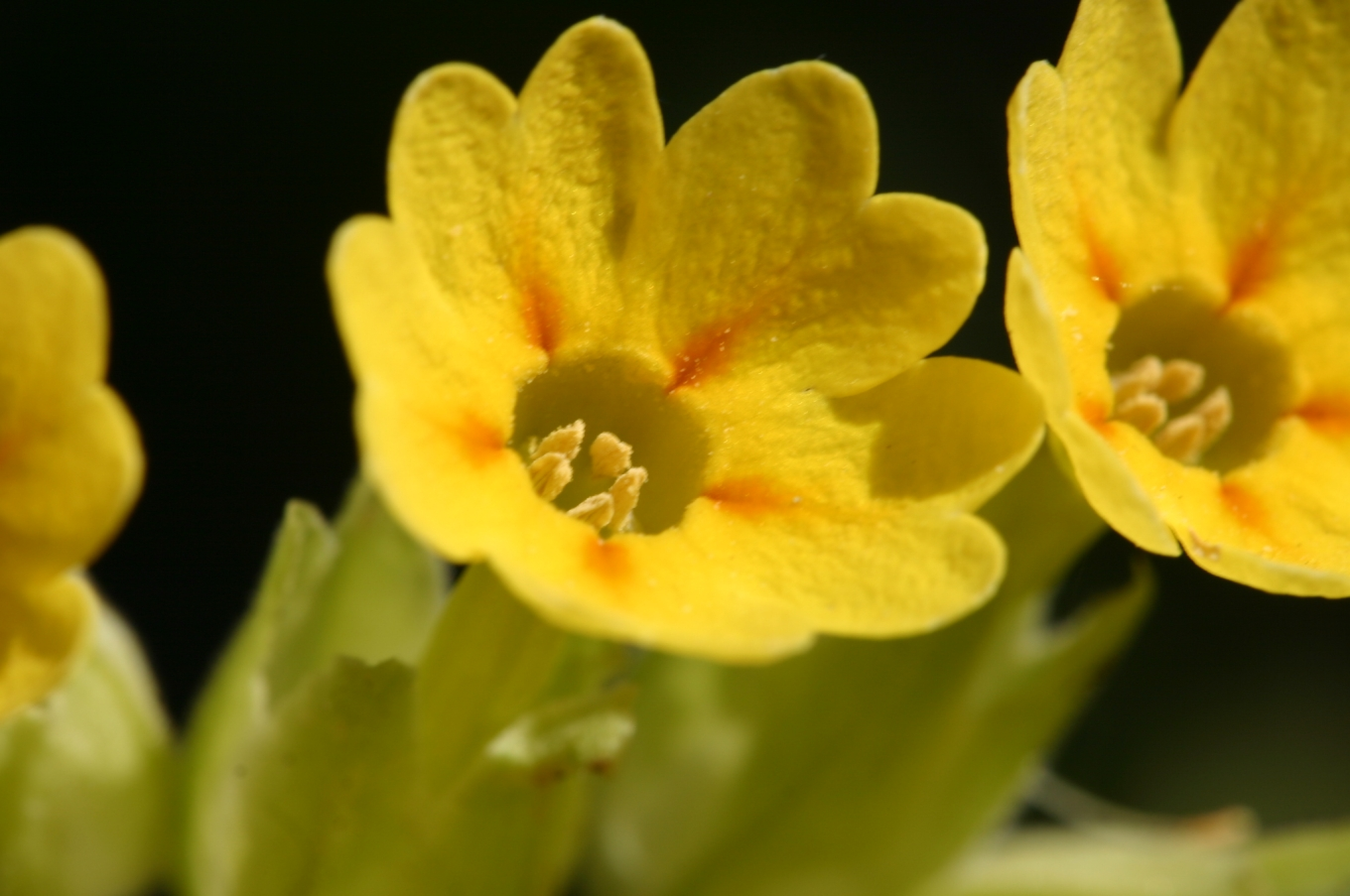
シェイクスピアは『夏の夜の夢』の中で、妖精に擬人化してカウスリップの花を描いた。

### 春を告げる花
イチゲサクラソウなどの近縁種と共に、早春の草原に咲いて春を告げる花としての性格がある。ロシア語で Первоцвет（「初花」の意）と総称される、雪解け直後に咲く早春の代表的な花のひとつである。

### 鍵の花
茎の先端に鮮やかな黄色の花が下向きに密集している様を鍵の束に見立てて、英語で key flower とも呼ばれる。北欧神話では、この花は美と豊穣の女神フレイヤに捧げられ、フレイヤの所有する宝殿の鍵を開く力があるとされた。またキリスト教圏では、イエスから天国の鍵を授けられた使徒ペトロの伝承と結び付けられ、天国の入り口で鍵の管理をしていた聖ペトロがうっかり鍵の束を地上に落とし、その場所から生えた植物だと言われる。ここから、英語で key of heaven の別称があり、またドイツ語でも Himmelsschlüssel （Himmel＝天国、schlüssel＝鍵）と呼ばれる。古代スラヴにおいては、この花は地下に隠された秘宝の錠前を破壊する力がある魔法の植物 "Разрыв-трава"（ロシア語。ラテン文字：raskovnik）のひとつとされた。

### 妖精の花
本種の釣鐘形の花は、小さな妖精の隠れ家に使われると考えられた。このため、英語で fairy cups の異称がある。花序に生じた斑点は、妖精が触った跡であるという。またウィリアム・シェイクスピアの喜劇『夏の夜の夢』においては、妖精の台詞の中にカウスリップが登場する。
| 『夏の夜の夢』第2幕第1場より Fairy： The cowslips tall her pensioners be; In their gold coats spots you see; Those be rubies, fairy favours, In those freckles live their savours. I must go seek some dewdrops here, And hang a pearl in every cowslip's ear. |  | 妖精： のっぽのカウスリップは女王様の家来たち 金のコートに見える印は ご寵愛の証のルビー その斑点にはよい香り 私は露の滴を探して カウスリップの耳たぶに真珠を掛けてやらなくちゃ |

### 絵画

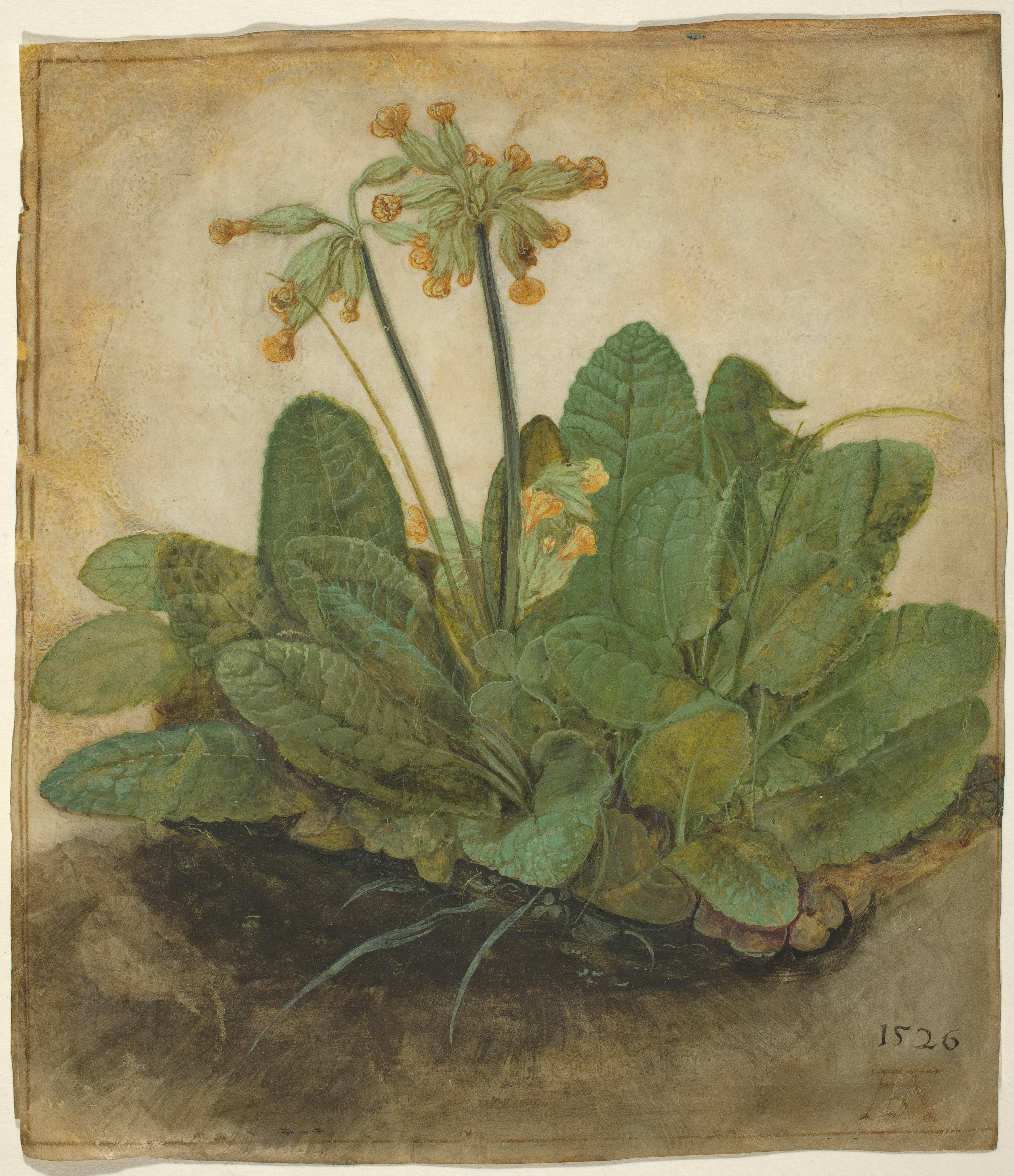
アルブレヒト・デューラー作（1526年）
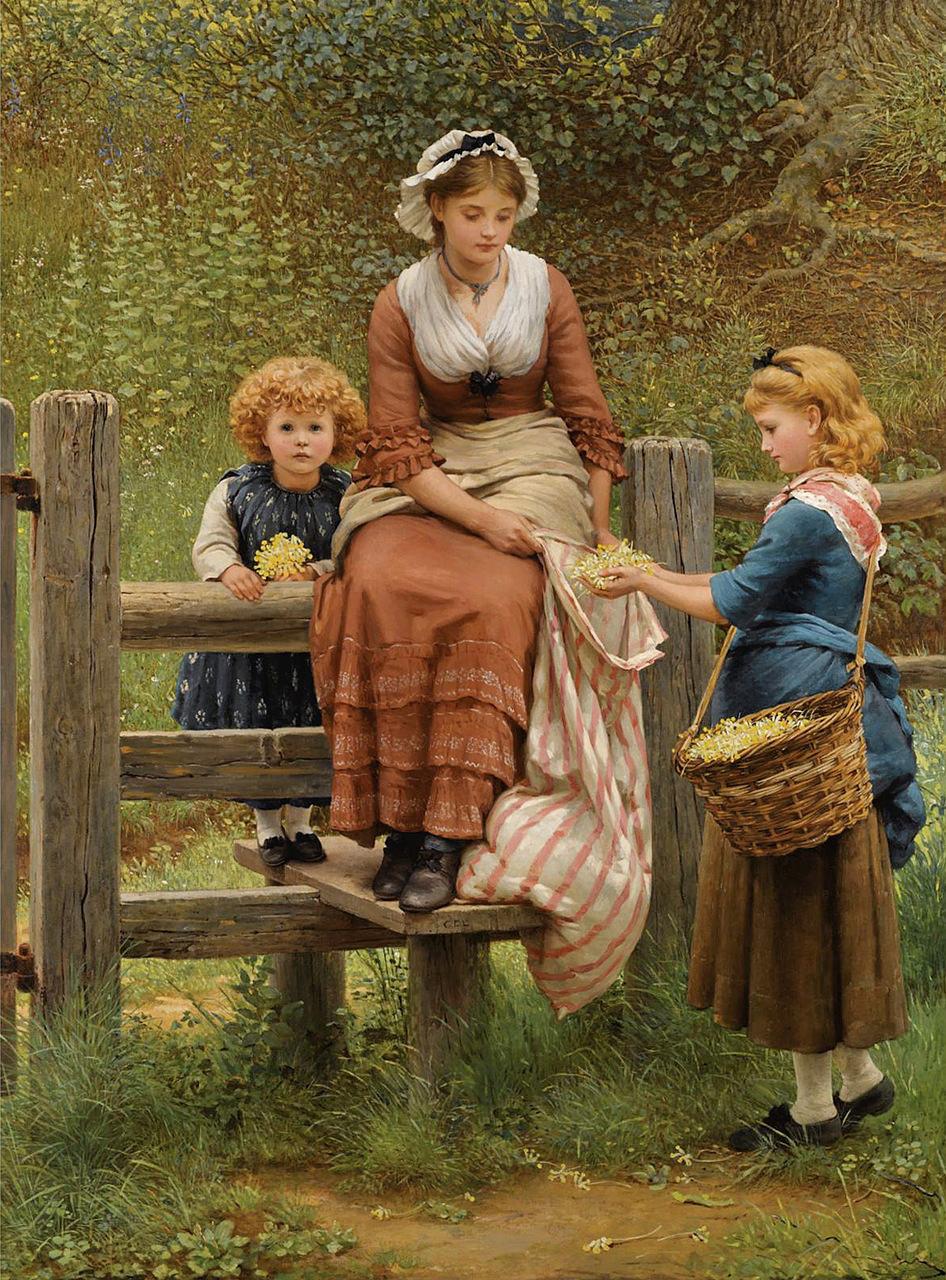
ジョージ・ダンロップ・レスリー作（1877年）
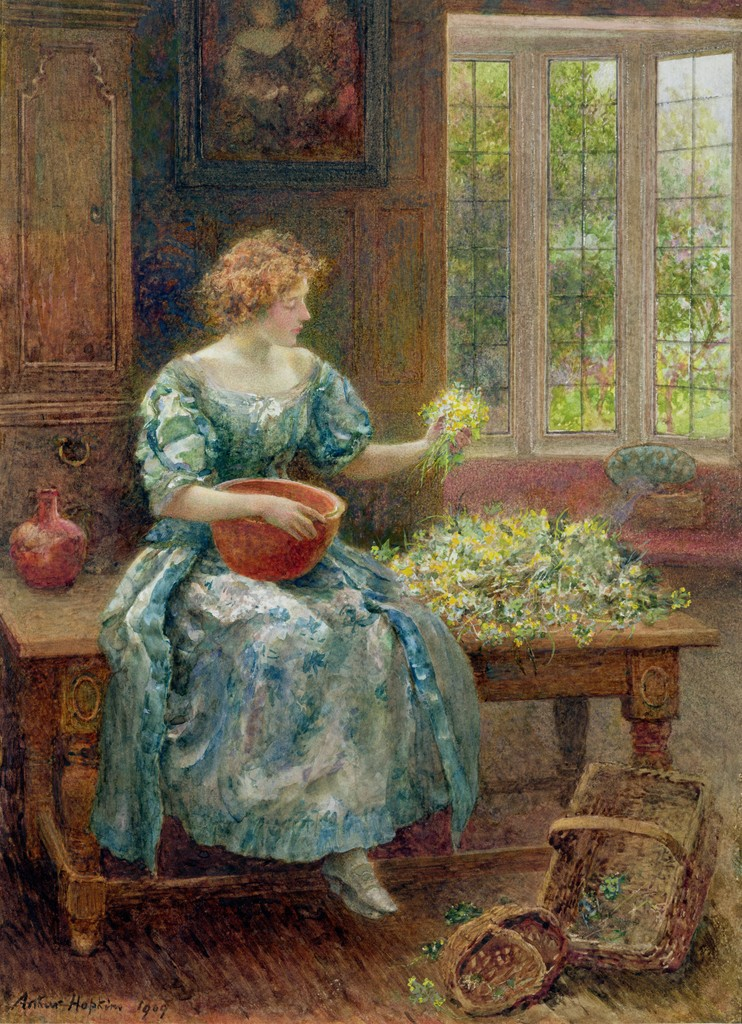
アーサー・ホプキンス作（1909年）
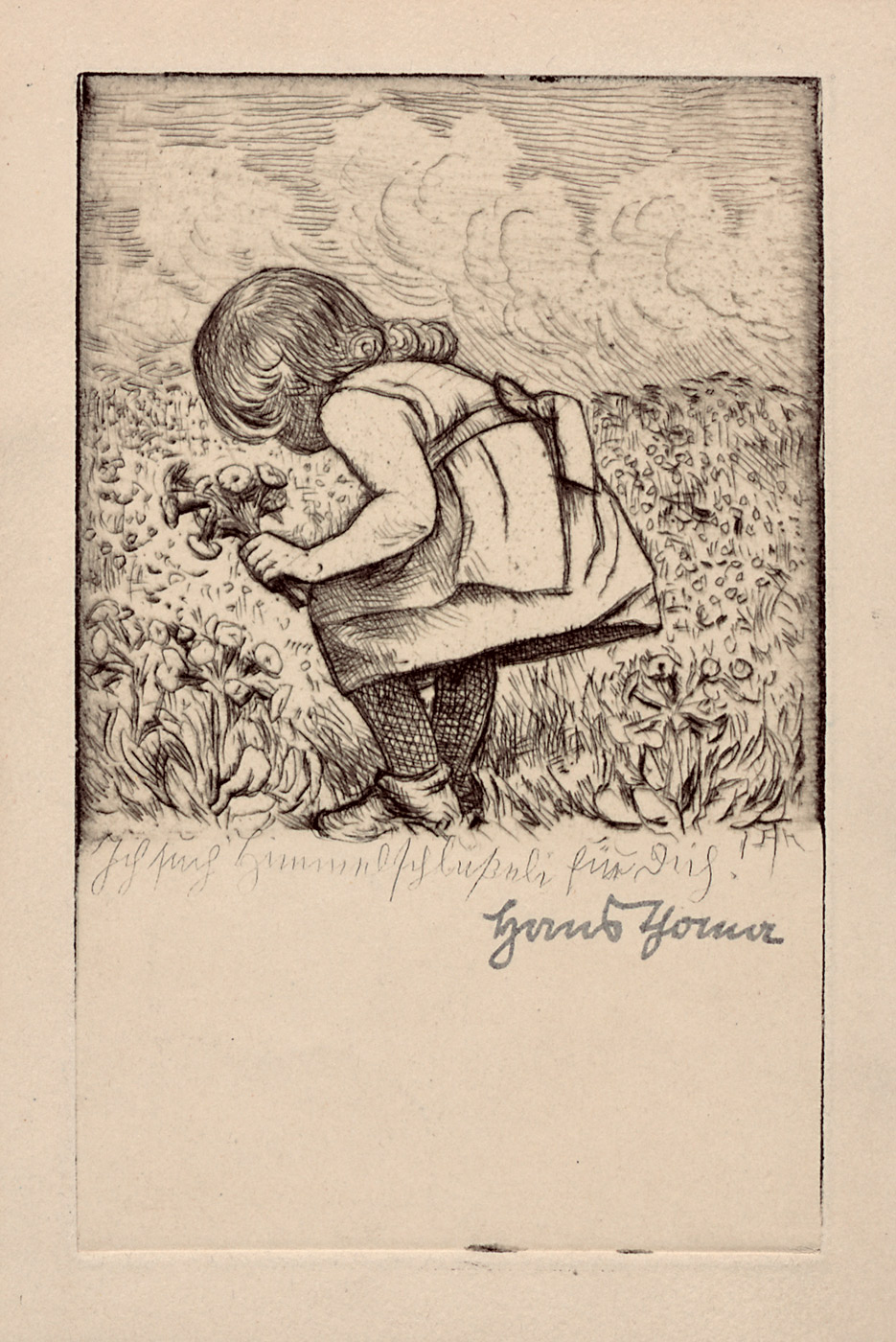
ハンス・トーマ作（年代不明）